# ササンドゥ

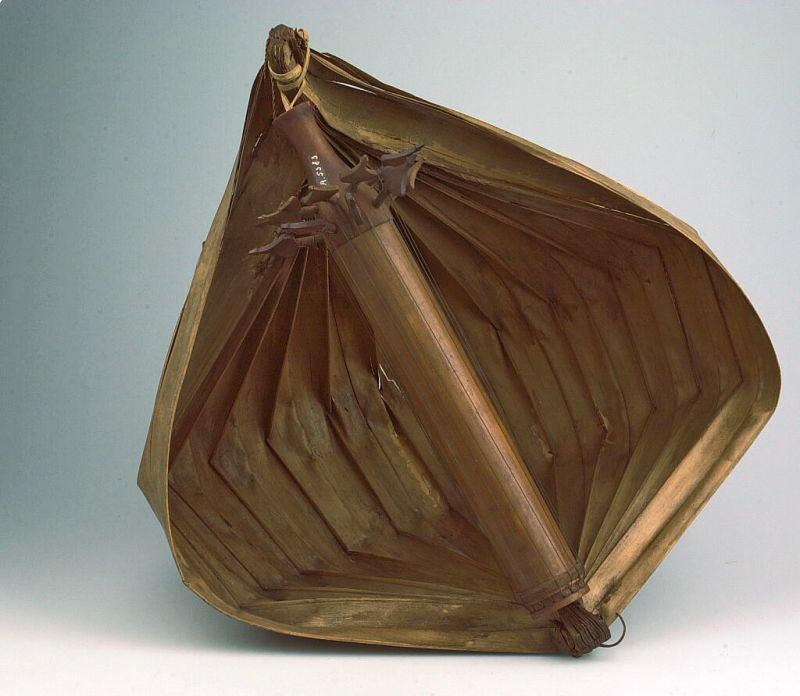
ササンドゥ

ササンドゥ(Sasandu) はインドネシアの東ヌサ・トゥンガラ州・ロテ島に伝わる伝統楽器である。マダガスカルのヴァリハも同系統の楽器。楽器は二つの部分に分かれ、10本のスチール弦を糸巻きで調節し、五音階（ペンタトニック）の2オクターブからなる。また、西洋音階による32弦のササンドゥも存在する。竹筒に弦を張り、ロンタルヤシの葉で共鳴室を作る。